# Елхово (община)
Елхово (болг. Община Елхово) — община в Болгарии. Входит в состав Ямболской области. Население составляет 18 136 человек (на 16 июня 2008 года).

## Состав общины
В состав общины входят следующие населённые пункты:
1. Борисово
2. Бояново
3. Вылча-Поляна
4. Голям-Дервент
5. Гранитово
6. Добрич
7. Елхово
8. Жребино
9. Изгрев
10. Кирилово
11. Лалково
12. Лесово
13. Малко-Кирилово
14. Маломирово
15. Малык-Манастир
16. Мелница
17. Пчела
18. Раздел
19. Славейково
20. Трынково
21. Чернозем

## Политическая ситуация
Кмет (мэр) общины Елхово — Петыр Андреев Киров (коалиция «Промяна»: Граждане за европейское развитие Болгарии (ГЕРБ), Демократы за сильную Болгарию, Земледельческий народный союз, Союз демократических сил, Союз свободной демократии) по результатам выборов.